# Ídolos rotos
Ídolos rotos es una novela del escritor venezolano Manuel Díaz Rodríguez y publicada en 1901. Está considerada como una de las novelas más pesimistas que se hayan escrito en Venezuela, ya que la vida caraqueña es presentada en sus aspectos social, político y cultural con una actitud derrotista, en donde se renuncia a toda posibilidad de salvación. El tema central de la novela es el fracaso del personaje Alberto Soria en su afán de imponer en Venezuela sus ideales de artista en medio de una imagen de la decadencia total del país. 
En la novela se señalan los diferentes problemas de la sociedad a través de contenidos actanciales de personajes bien definidos: Alberto Soria, el artista incomprendido; Teresa Faría, la mujer adúltera; el general Galindo, el político oportunista; Emazábel, el luchador social.

## Estructuras
Desde el punto de vista formal la novela está estructurada en cuatro partes y quince capítulos.
La primera parte comienza con la llegada después de cinco años de ausencia de Alberto Soria quien regresa de París, llamado urgentemente motivado a la repentina gravedad de su padre, Don Pancho Soria. 
Alberto Soria desde el comienzo de la novela se perfila como un personaje hipersensible, con una conducta enfermiza y cambiante, desarraigado del país y poco conocedor de los problemas del mismo. Había ido a Europa a estudiar ingeniería, pero una vez en París abandona los estudios y se hace escultor. En su primer contacto con Caracas manifiesta su choque con el medio, se siente inadaptado e inconforme, le molesta el sucio de las calles y el pésimo gusto arquitectónico que priva en la ciudad. Por boca de Rosa y Pedro, sus hermanos, se va dando cuenta de la mediocridad reinante y de la infelicidad en que se desenvuelve el hogar paterno.
En la segunda parte de la novela comienza a cumplirse en el personaje Alberto Soria el proceso de desadaptación total con el ambiente venezolano. Primero en la familia, ya que su padre le confiesa su infelicidad por no haber logrado sus aspiraciones en sus hijos. Después se entera del drama de su hermana Rosa, casada con Uribe, quien es de baja condición humana, amigo del juego y los engaños; y se da cuenta de la pobre personalidad de su hermano Pedro, quien se mueve de acuerdo a los vaivenes de la política. 
El clímax de la crisis llega cuando Alberto descubre que en Venezuela se duda de su condición de artista, por lo que decide transformarse en un verdadero creador, pero vacila y se ve asaltado por temores y dudas. Poco a poco se va aislando de la gente hasta que se reúne únicamente con intelectuales inconformes que piensan como él, con quienes forma un círculo de reacción contra el ambiente de la época. 
En la tercera parte el personaje presenta un aparente cambio de conducta, debido al amor por María Almeida. Todo hace pensar en un cambio de actitud ya que Alberto intensifica su actividad como escultor y concluye una Venus Criolla que no lo satisface completamente. Aun así, monta una exposición en un café cercano a la Plaza Bolívar de Caracas, sin lograr éxito alguno. 
De pronto Alberto Soria sufre un cambio inexplicable en relación con el amor que siente por María Almeida y pasa por extraños estados de ánimo, debido a celos infundados, productos de su imaginación. La tercera parte de la novela se cierra con la muerte del padre de Alberto. 
La cuarta parte de la novela presenta la narración del comienzo y evolución de los amores entre Alberto Soria y Teresa Farías, mujer adúltera de extraña personalidad. Alberto comienza a hacer una escultura de su amante, pero pronto es descubierto por su novia y su hermana. 
De pronto estalla una nueva guerra civil que sume al país en la anarquía. Al triunfar la revolución el país cae en manos del populacho y la soldadesca; Alberto se dirige a la Escuela de Bellas Artes, convertida en cuartel, y contempla sus obras mutiladas y profanadas por los soldados. Es entonces cuando renuncia a todo y decide emigrar para poner a salvo su ideal de belleza.